# Nazionale maschile di pallacanestro del Sudan
La nazionale di pallacanestro del Sudan è la rappresentativa cestistica del Sudan ed è posta sotto l'egida della Federazione cestistica del Sudan.

## Piazzamenti

### Campionati africani
- 1962 -  2º
- 1968 - 6°
- 1972 - 6°
- 1975 -  3°
- 1978 - 4°